# Turbo Vision
 (mai 2018).
Si vous disposez d'ouvrages ou d'articles de référence ou si vous connaissez des sites web de qualité traitant du thème abordé ici, merci de compléter l'article en donnant les références utiles à sa vérifiabilité et en les liant à la section « Notes et références ».
Turbo Vision est une bibliothèque logicielle servant de base à une interface en mode caractère pour DOS développée vers 1990 par Borland pour Pascal et C++. Plus tard, elle fut abandonnée en faveur de l'Object Windows Library quand l'API Win16 prenait de l'importance.
La bibliothèque Turbo Vision a été incluse en standard avec Borland Pascal, Turbo Pascal, et Borland C++. Elle a été utilisée par Borland lui-même pour écrire les environnements de développement intégrés (IDE) pour ces langages de programmation. Par défaut, les applications Turbo Vision reproduisent l'aspect et la convivialité de ces IDE. Les éléments clés de la bibliothèque Turbo Vision miment la fonctionnalité des composants standard de Microsoft Windows en mode texte, comme les boîtes de dialogue, zones de liste, cases à cocher, boutons radio et des menus, tous pilotables avec la souris.
En 1997, la version C++, y compris le code source, a été placé par Borland dans le domaine public et est actuellement maintenu par une communauté open-source, sous licence GPL. 
La version Pascal, qui a été distribuée avec Borland Pascal 7 sur un disque « bonus », n'a jamais été publiée sous une licence libre, de sorte que le Free Pascal a recréé sa propre version. Le résultat est appelé Free Vision. Au fil des ans, cette version a été portée sur presque tous les systèmes d'exploitation et architectures que FPC soutient. L'IDE est très proche de l'environnement de TP original, avec le compilateur intégré et bien plus fidèle que ne l'est RHIDE, un IDE conçu pour DJGPP. 